# Grammomys minnae
Grammomys minnae — вид гризунів родини мишевих (Muridae). Зустрічається тільки в Ефіопії. Його природне середовище проживання — субтропічні або тропічні сухі чагарники. Йому загрожує втрата середовища проживання.

## Морфологічна характеристика
Це дрібний гризун, довжина голови й тулуба 110 мм, довжина хвоста 150–173 мм, довжина стопи 23 мм, довжина вух 18 мм, вага до 36 грамів. Верх оливково-коричневий, з сивою основою волосся. Голова переважно сіруватого кольору. Черевні частини до верхньої губи білі. Лінія поділу на боках чітка. Задня частина ніг білувата з домішками буро-оливкового кольору спинної частини. За кожним вухом є пучок рудого волосся. Хвіст довший за голову й тулуб, темно-коричневий зверху, світліший знизу і з пучком волосся на кінці.

## Поведінка
Це деревний і нічний вид.